# Monique Adamczak
Monique Adamczak (* 21. Januar 1983 in Kensington, New South Wales) ist eine australische Tennisspielerin.

## Karriere
Adamczak, die Rasenplätze bevorzugt, begann im Alter von neun Jahren mit dem Tennissport. Trainiert wurde sie vorübergehend von dem früheren Weltklassespieler Tony Roche. Ihr erstes ITF-Turnier bestritt sie 1998 im Alter von 15 Jahren in Lyneham. 1999 erreichte sie das Viertelfinale der Wimbledon Championships der Juniorinnen.
Auf Turnieren des ITF Women’s Circuit gewann sie acht Einzel- und 32 Doppeltitel. Im Hauptfeld eines WTA-Turniers stand sie zum ersten Mal 2004 in Canberra. 2014 zählte sie in der Doppelweltrangliste vorübergehend zu den Top 100, nachdem sie unter anderem bei den Australian Open ins Achtelfinale hatte vorstoßen können.
2017 gewann sie ihr erstes WTA-Turnier im Doppelbewerb von Nottingham; 2018 gewann sie ein weiteres WTA-Doppelturnier in Guangzhou. Im Februar 2018 erreichte sie mit Rang 44 ihre bislang höchste Platzierung in der Weltrangliste.

## Turniersiege

### Einzel
| Nr. | Datum              | Turnier     | Kategorie   | Belag     | Finalgegnerin       | Ergebnis       |
| --- | ------------------ | ----------- | ----------- | --------- | ------------------- | -------------- |
| 1.  | 3. September 2000  | Jaipur      | ITF $10.000 | Rasen     | Manisha Malhotra    | 6:2, 2:6, 6:3  |
| 2.  | 9. März 2003       | Warrnambool | ITF $10.000 | Rasen     | Lauren Breadmore    | 6:2, 4:6, 6:3  |
| 3.  | 23. März 2003      | Yarrawonga  | ITF $10.000 | Rasen     | Chan Chin-wei       | 6:3, 7:64      |
| 4.  | 17. August 2003    | Oulu        | ITF $10.000 | Sand      | Kateryna Bondarenko | 6:3, 6:4       |
| 5.  | 14. September 2008 | Rockhampton | ITF $25.000 | Hartplatz | Jarmila Gajdošová   | 4:6, 6:2, 7:64 |
| 6.  | 24. Mai 2009       | Santos      | ITF $25.000 | Sand      | Aranza Salut        | 6:2, 6:1       |
| 7.  | 25. Juli 2009      | Charkiw     | ITF $25.000 | Sand      | Tereza Mrdeža       | 5:7, 6:1, 6:4  |
| 8.  | 21. März 2010      | Irapuato    | ITF $25.000 | Hartplatz | Misaki Doi          | 7:65, 2:6, 6:2 |

### Doppel
| Nr. | Datum              | Turnier              | Kategorie         | Belag     | Partnerin               | Finalgegnerinnen                               | Ergebnis         |
| --- | ------------------ | -------------------- | ----------------- | --------- | ----------------------- | ---------------------------------------------- | ---------------- |
| 1.  | 3. September 2000  | Jaipur               | ITF $10.000       | Rasen     | Jennifer Schmidt        | Rushmi Chakravarthi Sai-Jayalakshmy Jayaram    | 6:3, 1:6, 7:5    |
| 2.  | 18. März 2001      | Benalla              | ITF $10.000       | Rasen     | Samantha Stosur         | Debbie Haak Jolanda Mens                       | 6:3, 7:5         |
| 3.  | 8. März 2003       | Warrnambool          | ITF $10.000       | Rasen     | Madita Suer             | Chuang Chia-jung Ilke Gers                     | 6:4, 6:4         |
| 4.  | 17. März 2006      | Canberra             | ITF $25.000       | Sand      | Christina Horiatopoulos | Leanne Baker Nicole Kriz                       | 7:64, 6:1        |
| 5.  | 17. März 2006      | Melbourne            | ITF $25.000       | Sand      | Erica Krauth            | Chan Yung-jan Chuang Chia-jung                 | 7:64, 1:6, 6:1   |
| 6.  | 23. April 2006     | Dothan               | ITF $75.000       | Sand      | Soledad Esperón         | Edina Gallovits Varvara Lepchenko              | 6:4, 3:6, 4:6    |
| 7.  | 13. Mai 2006       | Monzón               | ITF $25.000       | Hartplatz | Annette Kolb            | Olga Brózda Jewhenija Sawranska                | 7:5, 6:3         |
| 8.  | 13. Mai 2006       | Teneriffa            | ITF $25.000       | Hartplatz | Annette Kolb            | Estrella Cabeza Candela Laura Vallvaerdu-Zafra | 4:6, 6:4, 6:1    |
| 9.  | 2. Juli 2006       | Périgueux            | ITF $25.000       | Sand      | Marie-Ève Pelletier     | Nina Brattschikowa Ljudmyla Skawronskaja       | 6:3, 6:4         |
| 10. | 7. Oktober 2006    | San Luis Potosí      | ITF $25.000       | Hartplatz | Marie-Ève Pelletier     | Maria-José Argeri Carla Tiene                  | 6:72, 6:4, 6:4   |
| 11. | 13. Mai 2007       | Indian Harbour Beach | ITF $50.000       | Sand      | Angela Haynes           | Carly Gullickson Lindsay Lee-Waters            | 6:1, 3:6, 6:4    |
| 12. | 19. Mai 2007       | Palm Beach Gardens   | ITF $25.000       | Sand      | Aleke Tsoubanos         | Estefanía Craciún Betina Jozami                | 7:5, 2:6, 6:3    |
| 13. | 29. Juni 2007      | Istanbul             | ITF $25.000       | Hartplatz | Tetiana Luzhanska       | Stanislava Hrozenská Marija Kondratjewa        | 6:4, 6:4         |
| 14. | 21. März 2008      | Sorrent              | ITF $25.000       | Hartplatz | Melanie South           | Chang Kai-chen Hwang I-hsuan                   | 6:2, 6:4         |
| 15. | 6. Februar 2009    | Burnie               | ITF $25.000       | Hartplatz | Abigail Spears          | Xu Yifan Zhou Yimiao                           | 6:2, 6:4         |
| 16. | 6. März 2009       | Sydney               | ITF $25.000       | Hartplatz | Lizaan du Plessis       | Han Xinyun Ji Chunmei                          | 6:3, 7:5         |
| 17. | 11. April 2009     | Jackson              | ITF $25.000       | Sand      | Arina Rodionova         | Laura Granville Riza Zalameda                  | 6:3, 6:4         |
| 18. | 23. Mai 2009       | Santos               | ITF $25.000       | Sand      | Florencia Molinero      | María Fernanda Álvarez Terán María Irigoyen    | 1:6, 6:1, [10:7] |
| 19. | 24. Juli 2009      | Charkiw              | ITF $25.000       | Sand      | Nicole Kriz             | Kristina Antonitschuk Iryna Burjatschok        | 6:3, 7:64        |
| 20. | 7. Februar 2010    | Rancho Mirage        | ITF $25.000       | Hartplatz | Abigail Spears          | Ljudmyla Kitschenok Nadija Kitschenok          | 6:3, 6:4         |
| 21. | 24. März 2012      | Ipswich              | ITF $25.000       | Hartplatz | Sandra Zaniewska        | Shūko Aoyama Junri Namigata                    | 7:5, 6:4         |
| 22. | 12. Mai 2012       | Fukuoka              | ITF $50.000       | Rasen     | Stephanie Bengson       | Misa Eguchi Akiko Ōmae                         | 6:4, 6:4         |
| 23. | 21. Juli 2012      | Campos do Jordão     | ITF $25.000       | Hartplatz | Maria Fernanda Alves    | Paula Cristina Gonçalves Roxane Vaisemberg     | 4:6, 6:3, [10:3] |
| 24. | 31. August 2012    | Cairns               | ITF $25.000       | Hartplatz | Victoria Larrière       | Tyra Calderwood Tammi Patterson                | 6:2, 1:6, [10:5] |
| 25. | 7. Juni 2013       | Brescia              | ITF $25.000       | Sand      | Yurika Sema             | Réka Luca Jani Irina Chromatschowa             | 6:4, 7:5         |
| 26. | 11. August 2013    | Landisville          | ITF $25.000       | Hartplatz | Olivia Rogowska         | Chanel Simmonds Emily Webley-Smith             | 6:2, 6:3         |
| 27. | 1. November 2013   | Bendigo              | ITF $50.000       | Hartplatz | Olivia Rogowska         | Stephanie Bengson Sally Peers                  | 6:3, 2:6, [11:9] |
| 28. | 8. Februar 2014    | Launceston           | ITF $50.000       | Hartplatz | Olivia Rogowska         | Kamonwan Buayam Zuzana Zlochová                | 6:2, 6:4         |
| 29. | 24. September 2016 | Tweed Heads          | ITF $25.000       | Hartplatz | Olivia Rogowska         | Naiktha Bains Abbie Myers                      | 7:66, 7:63       |
| 30. | 11. Februar 2017   | Launceston           | ITF $60.000       | Hartplatz | Nicole Melichar         | Georgia Brescia Tamara Zidanšek                | 6:1, 6:2         |
| 31. | 10. Juni 2017      | Surbiton             | ITF $100.000      | Rasen     | Storm Sanders           | Chang Kai-chen Marina Eraković                 | 7:5, 6:4         |
| 32. | 18. Juni 2017      | Nottingham           | WTA International | Rasen     | Storm Sanders           | Jocelyn Rae Laura Robson                       | 6:4, 4:6, [10:4] |
| 33. | 22. September 2018 | Guangzhou            | WTA International | Hartplatz | Jessica Moore           | Danka Kovinić Wera Lapko                       | 4:6, 7:5, [10:4] |
| 34. | 17. Dezember 2022  | Wellington           | ITF W15           | Hartplatz | Sophie McDonald         | Mia Repac Alicia Smith                         | 4:6, 6:1, [10:6] |